# Gaetano De Sanctis
Gaetano De Sanctis  (Roma, 15 de outubro de 1870 - Roma, 9 de abril de 1957) foi um eminente historiador italiano.
Da Sanctis estudou história antiga e foi presidente do "Istituto dellÉnciclopedia Italiana" (Treccani) de 1947 a 1954. Estudou na faculdade de filosofia e letras da sabedoria, aluno de Federico Halbherr e de Julius Beloch.
Foi autor de "una storia dei greci" (1939) e de "una storia romana" (1953), entre outras obras,que trata da análise histórica a partir de uma perspectiva global, unitária, e utilizado em conjunto todas as ciências auxiliares da história.